# Gynnidomorpha alismana
Gynnidomorpha alismana es una especie de polilla tortrícida perteneciente a la tribu Cochylini, de la subfamilia Tortricinae, orden Lepidoptera. Fue descrita científicamente por Émile Louis Ragonot en 1883.
Cuenta con una envergadura de 11-14 mm. Presenta bandas oscuras en las alas, generalmente de color marrón.

## Distribución y hábitat
Ampliamente distribuida por Europa en países tales como Suecia, Finlandia, Reino Unido, Dinamarca, Países Bajos, Estonia, Noruega, Alemania, Francia y Portugal. Suele encontrarse en ríos, arroyos y cuerpos de aguas poco profundos.